# Agência Central de Notícias da Coreia
A Agência Central de Notícias da Coreia (ACNC), mais conhecida por sua sigla em inglês KCNA (Korean Central News Agency), é a agência de notícias da Coreia do Norte. A agência retrata as visões do governo norte-coreano para o consumo interno e externo. Fundada em 5 de dezembro de 1946, sua sede é localizada na capital da Coreia do Norte, a cidade de Pyongyang.

## Organização
A KCNA é a única agência de notícias na Coreia do Norte. Ela informa diariamente as notícias de todas as organizações de notícias do país, incluindo jornais, rádio e transmissões de televisão via Central Coreana de Televisão e do Sistema Central de Transmissão da Coreia dentro do país. A KCNA trabalha sob o Comitê Central de Radiodifusão da Coreia, através do qual é controlada pelo Departamento de Propaganda e Agitação do Partido dos Trabalhadores da Coreia. Em dezembro de 1996, a KCNA começou a publicar seus artigos de notícias na Internet com seu servidor web localizado no Japão. Desde outubro de 2010, as histórias da agência foram publicadas em um novo site, controlado a partir de Pyongyang, e a produção foi significativamente aumentada para incluir histórias do mundo sem nenhuma ligação específica com a Coreia do Norte, bem como notícias de países que têm fortes laços com a RPDC.
Além do coreano, a KCNA lança notícias traduzidas em inglês, russo e espanhol. O acesso ao site, juntamente com outros sites de notícias norte-coreanos, foi bloqueado pela Coreia do Sul desde 2004 e só pode ser acessado por meio de autorização do governo. Além de servir como agência de notícias, também produz resumos de notícias mundiais para as autoridades norte-coreanas. A agência também é acusada de realizar coleta de inteligência clandestina.

### Trabalhos citados
- Pares, S (2005). A Political and Economic Dictionary of East Asia: An essential Guide To The Politics and Economics of East Asia (em inglês). [S.l.]: Routledge. ISBN 978-1-85743-258-9